# IMP-16

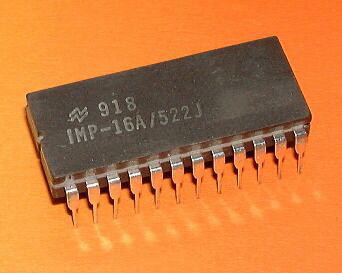
IMP 16A

El IMP-16, desarrollado por National Semiconductor, fue el primer microprocesador multi-chip de 16 bits.  Constaba de cinco circuitos integrados en tecnología PMOS:  cuatro chips RALU idénticos (que incluían los registros y la Unidad Aritmético-Lógica) proporcionando la capacidad para el manejo de los datos, y un chip CROM (Unidad de Control y ROM) que proporcionaba las secuencias de control y el almacenamiento del microcódigo.
El IMP-16 proporcionaba cuatro registros acumuladores de 16 bits, dos de los cuales podrían ser utilizados como registros índice.  El conjunto de instrucciones era similar al incluido en el Data General Nova.  El conjunto de chips podría ser ampliado mediante un chip multiplicador y divisor CROM (IMP-16A / 522D) que implementaban la capacidad de multiplicar y dividir en 16 bits empleando rutinas que utilizaban las ALU.  El conjunto de chips estaba dirigido por un reloj de dos fases a 715 kHz no-solapadas, que producían oscilaciones de entre +5 a -12.  Una parte integral de la arquitectura era un multiplexor de 16 bits de entrada, que proporcionaba varios bits de condición a las ALUs como cero, acarreo o desbordamiento, junto a otras de propósito general.
El IMP-16 era un procesador de tipo bit partido, en el que cada RALU proporcionaba procesamiento para manejar 4 bits y su aritmética. Los múltiples chips RALU trabajaban en paralelo, proporcionando una longitud de palabra más larga. Cada chip RALU proporciona 4 bits del contador de programa, de los registros, la ALU, una pila LIFO de 16 bits, y las banderas de estado
El IMP-16 se amplió posteriormente con un supersed con el procesador de National de 16 bits en un solo chip PACE, y posteriormente con el INS8900, de arquitectura similar pero no compatible binario.